# Schisandra incarnata
Schisandra incarnata là một loài thực vật có hoa trong họ Schisandraceae. Loài này được Stapf miêu tả khoa học đầu tiên năm 1928.